# Gran Rah
Sergio Miranda, comúnmente conocido como Gran Rah, es un MC Chileno . Comenzó a hacer rap el año 2002 e inició en solitario alrededor del año 2006, desde entonces ha sacado 9 discos y ha colaborado con raperos españoles, latinos y de la denominada "vieja escuela" del rap Chileno. También ha estado en festivales nacionales e internacionales.

## Inicios

### Los primeros grupos
Sergio Miranda comenzó a involucrarse en el rap a fines de los '90, influenciado por exponentes nacionales como Panteras Negras y Seo2. El año 2002 integró el grupo Sinfonía bajo el apodo Ramses, junto a "F" y Meroacto. El año 2004 la agrupación pasó a llamarse Exodo y editaron un disco LP que fue difundido muy poco: Exodo a 359° de Ritmo y Poesía. "F" deja la agrupación por diferencias entre los integrantes, mientras que Meroacto se pasa a llamar Zscriva y Ramses se renombra como Ran' C. Ambos continúan haciendo música llamándose X.O.D.O. su nueva agrupación, el dúo tuvo problemas para encontrar un estudio de grabación hasta que conocieron a Puto Abarca que se integró al conjunto como productor. Durante ese tiempo se acercan a otros artistas hasta conformar el colectivo "Colonia MC", el que no paso mucho tiempo junto hasta que se disolvió, comenzando la carrera en solitario de Sergio Miranda
.

### Comienzo como solista
Ya para el 2005, Sergio Miranda comenzó a ser conocido como Gran Rah y así el año siguiente, sacaría su primer trabajo: "Serpentina". Sin dejar el tiempo, trabajaría en su próximo proyecto musical donde colaborarían Macrodee y TaloBravo haciendo los "beats" o instrumentales. El disco LP que fue llamado Pirata, fue grabado y editado en los estudios de "Metrika 27" para ser lanzado el año 2007.
El año 2008 Gran Rah lanzaría su siguiente producción The Real Shit, donde participan raperos como: "SLC"; Impacto; Linterna Veiderr, Macrodee y la cantante Dinelly. Mientras que las instrumentales son producidas por varios beatmakers, tales como JesteinRitmos y Macrodee. El disco de 20 tracks, fue grabado nuevamente en Metrika 27 y editado por JProducciones.

## Consolidación

### Hermanas Paredes
Tras su disco "The Rial Shit", Gran Rah y Jestein Ritmos comenzaron a trabajar en su siguiente producción, la que se vio aplazada por diferentes problemáticas; entre ellas, el que Estrellas del Porno se llevaran el equipo que usaba Gran Rah, ya que les pertenecía. El rapero ese año colaboró en el disco "LoopLife Vol.1" del beatmaker Utópiko. Mientras comenzaban a retomar el nuevo disco, llega a Chile en diciembre de 2009 el famoso rapero norteamericano Busta Rhymes, siendo Gran Rah uno de los teloneros de magno evento junto a Seo2 y otros raperos chilenos. Luego de casi 2 años, Sergio y Pablo liberan en agosto de 2010 el disco LP Hermanas Paredes, marcando una nueva etapa de este MC. Esto por la diferencia de calidad de este disco con sus dos anteriores, colaboraron además con él raperos como Cevladé, Aerstame, Chystemc y el exintegrante de Makiza: Seo2. Este fue un proyecto que canalizó toda la experiencia ganada en sus últimos años de carrera, cosa que el mismo rapero reconoce con orgullo, además de la consolidar a Jestein Ritmos como beatmaker y productor.

### Lenguaje Vivo
El año 2011 en el festival nacional "Planeta Rock: de Kultura a Movimiento", tomando parte en el video promocional. Desde ese año, también comenzó a realizarse el festival nacional "El Sur es Hardcore" y desde entonces, Gran Rah ha estado participando todos los años en ellos y en sus videos promocionales. En septiembre del año 2012, Gran Rah junto a Jestein Ritmos lanzarían su nuevo disco Lenguaje Vivo, que tendría 17 tracks en los que colaborarían los Mc's españoles Puto Largo y Legendario. Además, participarían los raperos chilenos Portavoz, Chystemc, Staylok de Movimiento Original y Emone Skillz.

### Segundo Cero y Titán
El año 2013, Gran Rah sacaría un disco formato EP Segundo Cero que contendría tan sólo seis tracks, siendo tres de ellos la versión a cappella de los tres anteriores. Durante ese tiempo, también fueron al festival "Pangea" en México junto a Cevladé y Borderline. Pero el grupo de trabajo no habían dejado de trabajar y mostraban promocionales del disco que se venía para el año 2014, que salió finalmente en diciembre: "TITAN". El disco contaría con la participación de los raperos chilenos: Jonas Sanche; Bascur; CHR; y Grafy, además del grupo de hip hop peruano Rapper School. En el disco volverían a participar las cantantes Dinelly y Valezka Durán.

## Discografía

### Como Éxodo
- 2004 - Éxodo a 359° de Ritmo y Poesía

### Como solista
- 2006 - Serpentina
- 2007 - Pirata
- 2008 - The Real Shit
- 2010 - Hermanas Paredes
- 2012 - Lenguaje Vivo
- 2013 - Segundo Cero
- 2014 - Titán
- 2015 - The End
- 2016 - The Versouls (Con Dunsmore)
- 2017 - Musageta
- 2019 - No es Fresco, es Crudo
- 2020 - Apogeo
- 2021 - Banda Sonora
- 2022 - Híbrido (Con Borderline)
- 2023 - Gran reserva (Con Gonem Beats & Jesteinritmos)